# Stade Ergilio-Hato
L'Ergilio Hato Stadion est un stade omnisports situé à Willemstad, Curaçao, aux Pays-Bas. D'une capacité de 15 000 places, c'est le plus grand stade de l'île. 
Il a été baptisé sous le nom de Sentro Deportivo Korsou Ergilio Hato (plus couramment appelé SDK) en hommage au célèbre gardien de but Ergilio Hato, décédé en 2003.